# Gare de Tizi
La gare de Tizi, est une ancienne gare ferroviaire algérienne située dans la commune de Tizi, dans la wilaya de Mascara.

## Situation ferroviaire
Établie à une altitude de 455,070 m, la gare est située au point kilométrique (PK) 138,200 de la ligne d'Oran à Kenadsa, où elle est précédée de l'ancienne gare de Bou Hanifia et suivie de l'ancienne gare de Froha. Elle est en outre située au (PK) 81,600 de l'ancienne ligne de Sidi Bel Abbès à Prévost-Paradol, où elle est précédée de l'ancienne gare du Lac d'Aïn Fékan et suivie de l'ancienne gare de Sidi Maamar. 

## Histoire
La gare est mise en service le 28 septembre 1879 lors de l'ouverture de l'ancienne ligne à voie étroite de 1 055 mm d'Arzew à Saïda où elle était précédée de la gare de Bou-Hanifia-les-Termes (gare de Bou Hanifia) et suivie de la gare de Froha,,.